# Anand
Anand är en stad i delstaten Gujarat i Indien, och är administrativ huvudort för ett distrikt med samma namn. Folkmängden uppgick till cirka 200 000 invånare vid folkräkningen 2011. Med förorter beräknades folkmängden till cirka 350 000 invånare 2018. Staden är känd för sin mejeriindustri.